# 他加祿語

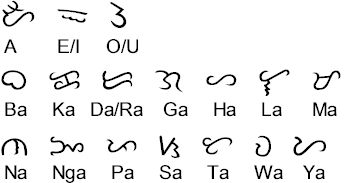
他加祿語贝贝因字母

他加祿語（Wikang Tagalog），又譯為他加洛語、塔加洛语和塔加路语，在語言分類上屬於南島語系的馬來-玻里尼西亞語族，主要於菲律賓呂宋島使用。菲律賓的國語之一菲律賓語，正是以他加祿語為主體發展而來的。
根據2000年菲律賓人口普查，在76,332,470菲律賓人中，有21,485,927人以他加祿語為母語。此外，還有將近5,000萬其他菲律賓人則以他加祿語為第二語言。在菲律賓將近170種的本土語言中，只有他加祿語具有官方語言地位。

## 名稱和歷史
在他加祿語中，「taga」是「本地人」的意思，而「log」則是「河流」的意思，所以，「Tagalog」原本的意思是「住在河濱的居民」。
在西班牙人於16世紀佔領菲律賓以前，關於他加祿語的文字紀錄並不清楚。1989年在拉古那地灣（Laguna de Bay）發現了拉古那銅版銘文（Laguna Copperplate Inscription）。銘文上記載了一件免除債務的事，記載時間是900年4月21日。銘文中有梵語、古爪哇語、古他加祿語、古馬來語的詞彙。拉古那銅版銘文現藏於菲律賓國家博物館。
在西班牙人到來之前，當地人使用一種以「贝贝因字母」音節為基礎的文字書寫他加祿語。西班牙人到來後，這種文字爲拉丁字母所取代。
某些語言學家推測，和同屬「中菲律賓語支」的其他語言一樣，他加祿語可能也發源於棉蘭老島的東北部或米沙鄢群島的東部。

## 語言分類
在他加祿語的發展過程中，由於語言接觸，它從其他語言中吸收了不少語彙。由於他加祿語是以馬尼拉為中心的群島貿易系統的共通語，所以在殖民時期受西班牙語影響較大。禮貌用語及比較嚴肅的名詞都從西班牙語舶來。此外，對他加祿語字彙的形成有重大影響的語言還包括福建話、英語、馬來語、梵文（經由馬來語）、阿拉伯語（經由馬來語和西班牙語）、以及在菲律賓呂宋島所使用的「邦板牙語」（又譯卡片片甘語，屬於「北菲律賓語言」）。
雖然他加祿語受到不少外來語的影響，但是對語言學家而言，該語言仍舊呈現相當明晰的南島語言特質，和馬來語、印尼語、夏威夷語、帛琉語、乃至台灣南島語言都有親緣關係。其語法比印尼語和馬來語要複雜，但不似爪哇語一樣分嚴格的社會等級用法，和臺灣的達悟語有淵源關係。
此外，他加祿語屬於「南島語系」「馬來-玻里尼西亞語族」「西馬來-玻里尼西亞語支」「美索菲律賓語言」中的「中菲律賓語言」，和呂宋島東南方之比科爾半島以及呂宋島和民答那峨島之間之米沙鄢群島所使用的語言，譬如比科爾語、希利蓋農語、瓦瑞瓦瑞語、以及宿霧語都有密切關係。

## 從地方語言到官方語言
他加祿語的使用者主要分布在呂宋島的中部和南部，包括大馬尼拉區、馬尼拉以北的5個省份、以及馬尼拉以南的6個省份。此外，位於呂宋島南部的盧邦島、馬林杜克島以及民都洛島的北部和東部，也都有他加祿語的使用人口。
菲律賓曾以英文爲官方語言，而美西戰爭前用的是西班牙語。1935年，於該年成立之「菲律賓自治政府」的第一任總統曼努埃爾·奎松在菲律賓憲法第14條第3項中加上了所謂的「國語條款」：「…… 國會應該在某一個既存之本土語言的基礎上，盡最大努力發展出一個國家語言……」。在特別委員會一番研究以後，有8個使用人口在100萬人以上的「主要」語言成為菲律賓國家語言的候選對象。後來，只剩下兩個語言成為最後的競爭者，分別是宿霧語和他加祿語。宿霧語是當時菲律賓使用人口最多的本土語言，主要使用於維薩亞群島的宿霧島、薄荷島、內格羅斯島、萊特島西部以及民答那峨島的北部。他加祿語雖然在使用人數上佔第二位，但卻是大馬尼拉地區的主要語言。後來該委員會選擇了他加祿語作爲菲律賓國家語言的基礎。
1937年，奎松總統宣佈他加祿語為菲律賓國語。1940年，他加祿語開始在菲律賓所有學校中傳授。1946年7月4日，菲律賓正式從美國手中取得獨立，他加祿語也才正式成為菲律賓的國語。從1961年到1987年，他加祿語也稱為「菲律賓語」（Pilipino）。1987年以後，「菲律賓語」的拼法又改成「Filipino」。斐迪南·馬可仕倒臺後，在艾奎諾夫人推動之下，更確立了它菲律賓國語的地位。

## 語音系統

### 母音
|        | 前元音 | 央元音 | 後元音 |
| ------ | ------ | ------ | ------ |
| 閉元音 | i ⟨i⟩  |        | u ⟨u⟩  |
| 中元音 | ɛ ⟨e⟩  |        | o̞ ⟨o⟩  |
| 開元音 |        | a ⟨a⟩  |        |

### 輔音
|        | 唇音 | 唇音 | 齿音/ 齿龈音 | 齿音/ 齿龈音 | 後齒齦音 | 後齒齦音 | 硬顎音 | 硬顎音 | 软腭音 | 软腭音 | 喉音 | 喉音 |
| ------ | ---- | ---- | ------------ | ------------ | -------- | -------- | ------ | ------ | ------ | ------ | ---- | ---- |
| 鼻音   | m    | m    | n            | n            |          |          | ɲ      | ɲ      | ŋ      | ŋ      |      |      |
| 塞音   | p    | b    | t            | d            |          |          |        |        | k      | ɡ      | ʔ    | ʔ    |
| 擦音   |      |      | s            | s            |          |          |        |        |        |        | h    | h    |
| 塞擦音 |      |      | ts           | ts           | tʃ       | dʒ       |        |        |        |        |      |      |
| 闪音   |      |      | ɾ            | ɾ            |          |          |        |        |        |        |      |      |
| 近音   |      |      | l            | l            |          |          | j      | j      | w      | w      |      |      |

## 語法
語序：動詞—主詞—賓詞

## 他加祿語中的外來語舉隅
| 他加祿語  | 意義             | 來源         | 原語言中的寫法 |
| --------- | ---------------- | ------------ | -------------- |
| dasál     | 祈禱             | 西班牙語     | rezar          |
| kabayo    | 馬               | 西班牙語     | caballo        |
| silya     | 椅子             | 西班牙語     | silla          |
| kotse     | 車               | 西班牙語     | coche          |
| sabón     | 肥皂             | 西班牙語     | jabón          |
| lumpia    | 春卷             | 閩南語       | 潤餅           |
| syopaw    | 肉包             | 閩南語       | 燒包           |
| pansít    | 炒麵             | 閩南語       | 便食           |
| susì      | 鑰匙             | 閩南語       | 鎖匙           |
| kuya      | 哥哥             | 閩南語       | 哥仔(哥亞)     |
| ate       | 姊姊             | 閩南語       | 阿姊           |
| bakyâ     | 木履             | 閩南語       | 木屐           |
| hikaw     | 耳環             | 閩南語       | 耳鈎           |
| bihon     | 米粉             | 閩南語       | 米粉           |
| dyinseng  | 人參             | 北京話       | 人參           |
| madyong   | 麻將             | 北京話       | 麻將           |
| tulong    | 幫助             | 馬來語       | tolong         |
| tanghali  | 下午             | 馬來語       | tengah hari    |
| dalamhatì | 不幸             | 馬來語       | dalam + hati   |
| luwalhatì | 榮譽             | 馬來語       | luar + hati    |
| duryán    | 榴槤             | 馬來語       | durian         |
| rambutan  | 紅毛丹           | 馬來語       | rambutan       |
| saráp     | 美味             | 馬來語       | sedap          |
| nipa      | 聶帕櫚           | 馬來語       | nipah          |
| ratan     | 藤               | 馬來語       | rotan          |
| batik     | 點               | 爪哇語       | batik          |
| gamelan   | （印尼等的）木琴 | 爪哇語       |                |
| lahar     | 火山泥流         | 爪哇語       |                |
| salitâ    | 說話             | 梵文         | चरितँ            |
| balità    | 新聞             | 梵文         | वार्ता            |
| alak      | 酒類飲料         | 波斯語       | الكل           |
| turban    | 纏頭巾           | 波斯語       | dulband، دلبند |
| mangga    | 芒果             | 塔米爾語     | mankay         |
| bagay     | 物品             | 塔米爾語     | /vakai/        |
| salamat   | 謝謝             | 阿拉伯語     | سلامة          |
| Islam     | 伊斯蘭教         | 阿拉伯語     | إسلام          |
| sultan    | 素檀             | 阿拉伯語     | سلطان          |
| katól     | 蚊香             | 日語         |                |
| bakit     | 為何             | 邦板牙語     | obakit         |
| akyát     | 爬               | 邦板牙語     | akyát          |
| at        | 和               | 邦板牙語     | at             |
| kiwi      | 奇異果           | 毛利語       |                |
| yukulele  | 烏克麗麗         | 夏威夷語     |                |
| tabu      | 禁忌             | 玻里尼西亞語 | tabu           |
| tatu      | 刺青             | 玻里尼西亞語 | tatu           |

## 外部連結
- Ethnologue關於「塔加洛語」的報告 （页面存档备份，存于）（英文）
- 他加祿語語法 （页面存档备份，存于）（英文）